# Řecká Wikipedie
Řecká Wikipedie (řecky Ελληνική Βικιπαίδεια) je jazyková verze Wikipedie v řečtině. Založena byla 1. prosince 2002. V lednu 2022 obsahovala přes 204 000 článků a pracovalo pro ni 22 správců. Registrováno bylo přes 348 000 uživatelů, z nichž bylo asi 1 200 aktivních. V počtu článků byla 48. největší Wikipedie.
V roce 2012 provedli 82,6 % editací řecké Wikipedie uživatelé z Řecka a 6,1 % z Německa.